# 吉野賛十
吉野 賛十（よしの さんじゅう、1903年1月25日 - 1973年10月15日）は日本の小説家。推理小説を多く残し、代表作に「鼻」などがある。別名義に東 一郎（あずま いちろう）。本名は永田東一郎。童話作家の日野多香子は娘。

## 経歴
東京府（現・東京都）出身。早稲田大学商学部卒業後、森永製菓の経理部に入社するも、2年で退社する。大学卒業後から北川冬彦主催の『麺麭』同人となり、東一郎名義で純文学作品を発表する。この頃の作品に、短編集『彼の小説の世界』などがある。
太平洋戦争後、疎開先だった山形で高校教諭を務め、木々高太郎に出会ったことをきっかけに、千葉県立千葉盲学校に勤務する。その後の半生を盲人教育に捧げながら、吉野賛十名義で推理小説を発表するようになる。この頃の作品には、盲人を話の中心に据えたものが多い。なお、ペンネームの由来は、この頃台東区吉野町30番地に住んでいたことによる。20編程度の短編を発表する。木々の死後は推理小説界から離れ、1962年の「死体ゆずります」を最後に創作の筆は途絶えた。
1973年（昭和48年）10月15日に死去。70歳。